# Делта (Айова)
Делта (англ. Delta) — місто (англ. city) в США, в окрузі Кіокак штату Айова. Населення — 264 особи (2020).

## Географія
Делта розташована за координатами 41°19′21″ пн. ш. 92°19′50″ зх. д. / 41.32250° пн. ш. 92.33056° зх. д. (41.322588, -92.330421).  За даними Бюро перепису населення США в 2010 році місто мало площу 2,42 км², уся площа — суходіл.

## Демографія
Згідно з переписом 2010 року, у місті мешкало 328 осіб у 157 домогосподарствах у складі 78 родин. Густота населення становила 136 осіб/км².  Було 172 помешкання (71/км²).
Расовий склад населення:
| - 97,0 % — білих - 1,8 % — чорних або афроамериканців - 0,3 % — корінних американців |

До двох чи більше рас належало 0,6 %. Частка іспаномовних становила 0,6 % від усіх жителів.
За віковим діапазоном населення розподілялося таким чином: 22,9 % — особи молодші 18 років, 59,7 % — особи у віці 18—64 років, 17,4 % — особи у віці 65 років та старші. Медіана віку мешканця становила 38,9 року. На 100 осіб жіночої статі у місті припадало 95,2 чоловіків;  на 100 жінок у віці від 18 років та старших — 94,6 чоловіків також старших 18 років.
Середній дохід на одне домашнє господарство  становив 33 722 долари США (медіана — 23 750), а середній дохід на одну сім'ю — 44 858 доларів (медіана — 40 417). За межею бідності перебувало 23,5 % осіб, у тому числі 22,6 % дітей у віці до 18 років та 16,7 % осіб у віці 65 років та старших.
Цивільне працевлаштоване населення становило 102 особи. Основні галузі зайнятості: виробництво — 30,4 %, роздрібна торгівля — 20,6 %, науковці, спеціалісти, менеджери — 11,8 %, будівництво — 11,8 %.